# Pomnik ku czci bohaterów walczących o niepodleglość Polski i Azerbejdżanu
Pomnik ku czci bohaterów walczących o niepodleglość Polski i Azerbejdżanu (azer. Müstəqil Azərbaycan və Polşa uğrunda mübarizlərin xatirəsinə abidə) – pomnik w Warszawie, w dzielnicy Praga-Południe w Parku im. Józefa Polińskiego. Składa się z dwóch popiersi przedstawiających polskiego i azerbejdżańskiego żołnierza – Valibeya Yadigarova oraz Macieja Sulkiewicza. Pierwszy z nich był członkiem Polskich Sił Zbrojnych podczas II wojny światowej, natomiast drugi pełnił funkcję szefa Sztabu Generalnego Sił Zbrojnych Azerbejdżanu w latach 1918-1920.

## Historia
Pomnik został zaproponowany przez Hasana Hasanova, ambasadora Azerbejdżanu w Polsce, a jego realizację sfinansował rząd Azerbejdżanu.
Rzeźby odsłonięto 7 września 2017 roku w parku im. Józefa Polińskiego w Warszawie. W ceremonii uczestniczyli m.in. Zakir Hasanov, minister obrony Azerbejdżanu, Michał Dworczyk, sekretarz stanu w Ministerstwie Obrony Narodowej Polski, oraz Tomasz Kucharski, burmistrz dzielnicy Praga-Południe.

## Wygląd
Pomnik składa się z dwóch popiersi przedstawiających Valibeya Yadigarova i Macieja Sułkiewicza w mundurach wojskowych. Zostały one umieszczone na czarnych kamiennych postumentach z polskimi inskrypcjami.

Veli bej Jedigar
(1897–1971)
Azerbejdżanin
oficer Wojska Polskiego,
pułkownik Armii Krajowej

{{Cytat}} Przestarzałe pola: 1.

Maciej Sulkiewicz
(1865–1920)
Polak
generał Azerbejdżańskiej
Armii Narodowej

{{Cytat}} Przestarzałe pola: 1.